# Kasteel Ter Meeren (Destelbergen)

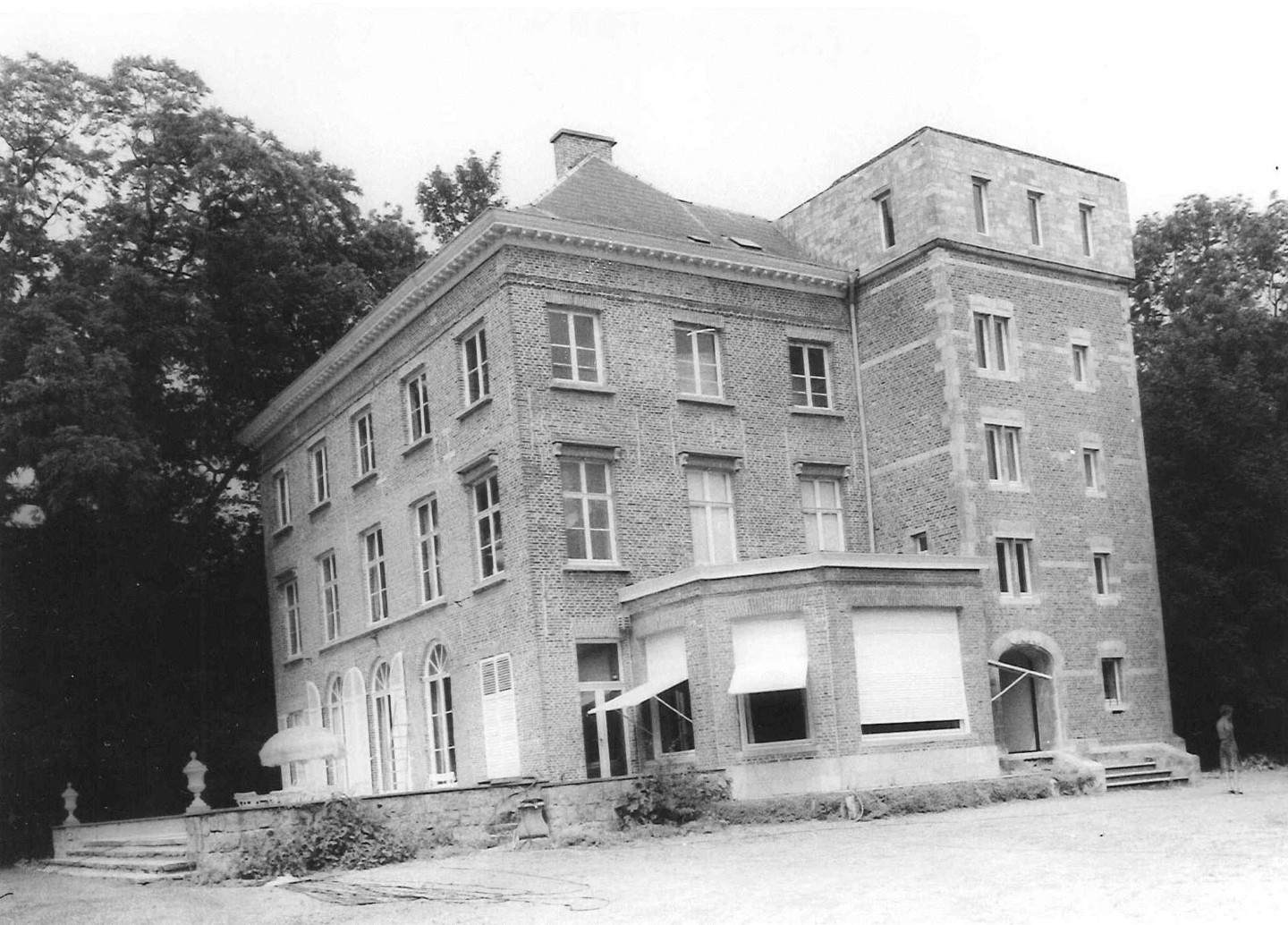
Kasteel Ter Meeren

Het Kasteel Ter Meeren is een kasteel in de Oost-Vlaamse plaats Destelbergen, gelegen aan de Eenbeekstraat 44.

## Geschiedenis
Het goed komt wordt het eerst vermeld op de Horenbaultkaart van 1583. In 1754 kwam het voor als huys van Plaisantie op een kaart door Carolus Benthuys. Toenmalig eigenaar was de familie Lefebure. Zeker vanaf begin 19e eeuw behoorde het toe aan de familie Haeck. Door huwelijk in 1900 kwam het aan de familie de Coorebyter. Mogelijk werd het kasteel in 1827 herbouwd na brand.

## Gebouw
Het betreft een neoclassicistisch buitenhuis uit het 2e kwart van de 19e eeuw. Omstreeks 1880 werd aan de zuidoosthoek een traptoren met spits toegevoegd. Later kreeg deze een plat dak en omstreeks 1960 werd hij vervangen door een vierkante, op een donjon lijkende toren in baksteen en zandsteen, naar ontwerp van Paul Eeckhout.
Het gebouw bevat een salon in Lodewijk XVI-stijl en een salon in Vlaamse neorenaissancestijl.
Het kasteelpark is aangelegd in Engelse landschapsstijl en omvat een serpentinevijver.